# Aleksander Chrenicki
Aleksander Chrenicki (Chrynicki) herbu własnego (zm. w 1623 roku) – chorąży wołyński w latach 1617-1623, łowczy wołyński w latach 1601-1617.
Był wyznawcą prawosławia.
Poseł na sejm 1603 roku, sejm 1606 roku, sejm 1615 roku, sejm 1616 roku, sejm 1619 roku z województwa wołyńskiego. Marszałek sejmiku w Łucku w latach1606, 1607, 1613, 1617.
Deputat na Trybunał Główny Koronny z województwa wołyńskiego w 1602, 1609, 1612, 1617 roku